# María Rosa Molas
María Rosa Molas y Vallvé, cuyo nombre de bautismo fue Rosa Francisca María de los Dolores  (Reus, Tarragona, España, 24 de marzo de 1815-Tortosa, Tarragona, España, 11 de junio de 1876), fue una religiosa y fundadora española. Fundó la orden de las Hermanas de Nuestra Señora de la Consolación y es venerada como santa por la Iglesia católica.

## Biografía
Estudió en Reus y fue educada en la fe cristiana por sus padres, que eran muy religiosos. Era sensible ante la pobreza y desde joven se dedicó a curar a enfermos. En 1841 ingresó en la comunidad del Hospital de San Juan de Reus y de la Casa de la Caridad de la misma localidad.
El 11 de junio de 1844 pidió al general Martín Zurbano que dejara de bombardear Reus, a lo que accedió. En 1857 dirigió en Tortosa la casa de Misericordia y en 1858 fundó la congregación de las Hermanas de Nuestra Señora de la Consolación, que años más tarde se extendió por otros lugares. Obtuvo el título de maestra y se opuso a las autoridades civiles y a la Constitución. Llevó un lazareto en Tortosa.
El 8 de mayo de 1977 fue beatificada por Pablo VI, y canonizada por Juan Pablo II el 11 de diciembre de 1988. En la actualidad, las continuadoras de su obra las Hermanas de Nuestras Señora de la Consolación, están presentes en cuatro continentes: Europa (España, Eslovaquia, Italia y Portugal); Asia (Corea del Sur y Filipinas); África (Burkina Faso, Costa de Marfil, Mozambique y Togo) y América (Argentina, Bolivia, Brasil, Chile, Ecuador, México, Perú y Venezuela).

## Reconocimientos
El Ayuntamiento de Madrid le dedicó una plaza, la Plaza de la Madre Molas, en el distrito de Chamartín.